# Michał du Vall

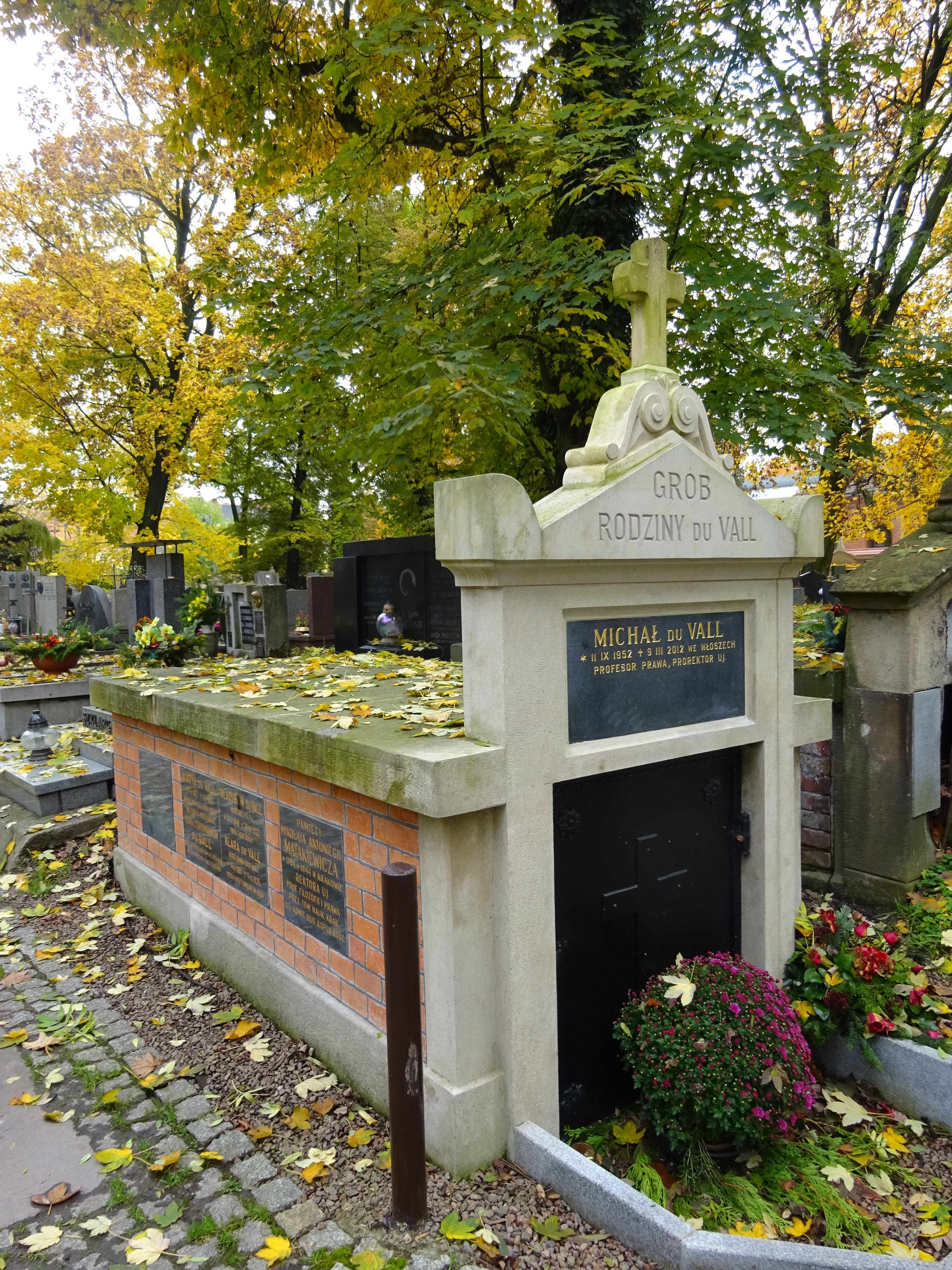
Grób Michała du Vall na cmentarzu Rakowickim w Krakowie

Michał Juliusz du Vall (ur. 11 września 1952 w Jaśle, zm. 9 marca 2012 w San Candido) – polski profesor zwyczajny prawa, specjalista z zakresu prawa własności przemysłowej. Uczestnik prac Centrum Obywatelskich Inicjatyw Ustawodawczych Solidarności. Członek Collegium Invisibile.

## Życiorys
Był wnukiem adwokata Zygmunta du Valla, syn Jerzego Marii Zygmunta (1920-1994) i Alfredy Katarzyny z Bartników (1924-2013). Uczęszczał do I Liceum Ogólnokształcącego im. Króla Stanisława Leszczyńskiego w Jaśle. W 1983 roku uzyskał doktorat na Wydziale Prawa i Administracji UJ, zaś w 1991 stopień doktora habilitowanego. W roku 2009 został mu nadany tytuł profesora.
Wypromował trzech doktorów nauk prawnych. Obrona jego czwartej doktorantki odbyła się w trzy dni po jego śmierci. W latach 1996–2002 prodziekan ds. studenckich (dwie kadencje), w latach 2002–2008 dziekan (dwie kadencje) Wydziału Zarządzania i Komunikacji Społecznej UJ. Od 1 września 2008 r. prorektor Uniwersytetu Jagiellońskiego ds. polityki kadrowej i finansowej.
Michał du Vall zmarł nagle 9 marca 2012. Został pochowany na cmentarzu Rakowickim w Krakowie (kwatera FA-zach.-1) 17 marca 2012.
Odznaczony Złotym Krzyżem Zasługi (2003) oraz Krzyżem Kawalerskim Orderu Odrodzenia Polski (2008).

## Wybrane publikacje
- Umowa wdrożeniowa (1986)
- Racjonalizacja w świetle prawa wynalazczego (1989)
- Licencja otwarta w prawie polskim na tle porównawczym (1990)
- Prawo antymonopolowe (1992)
- Reguły konkurencji a umowy o prace badawczo-rozwojowe (1995)
- Reguły konkurencji a licencje patentowe i know-how (1996, wspólnie z Januszem Szwają)
- Komentarz do ustawy o zwalczaniu nieuczciwej konkurencji (2001, wspólnie z Ewą Nowińską)
- Prawo patentowe (2008)